# Montfort Stokes

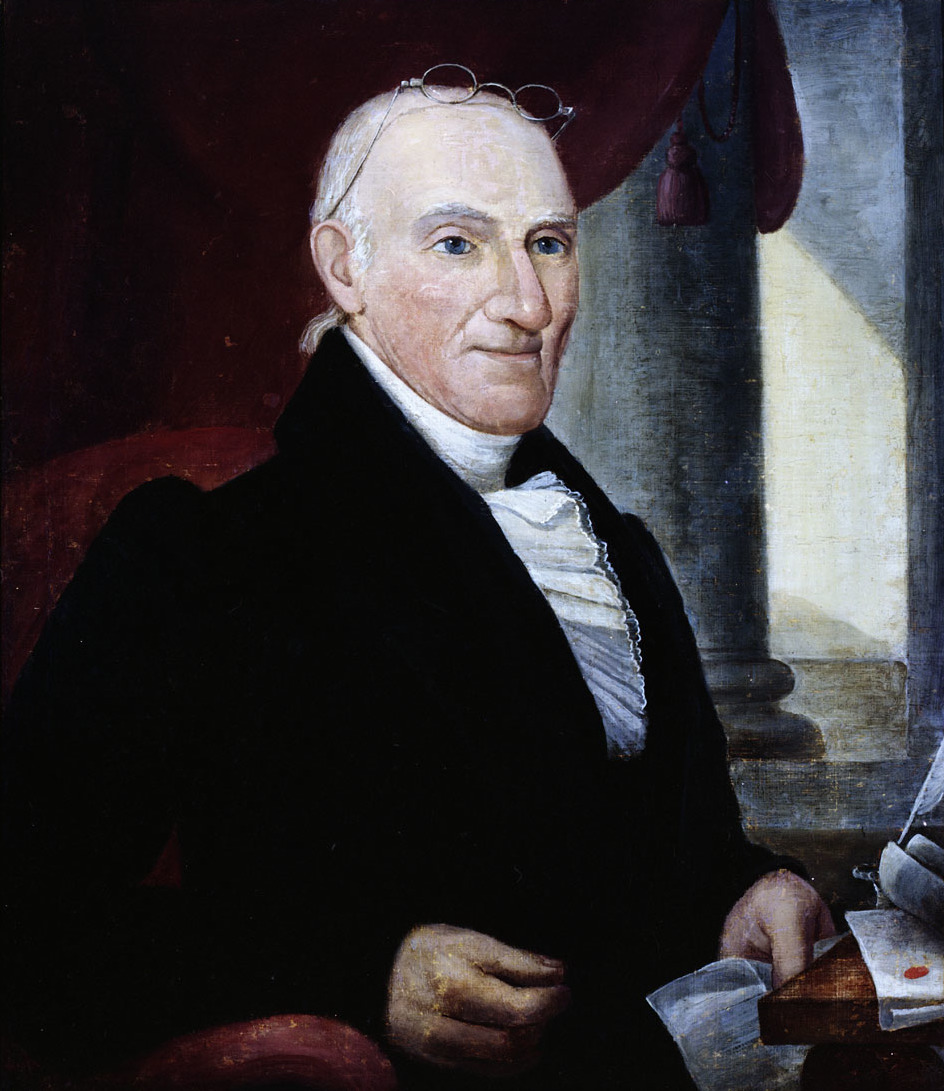
Montfort Stokes

Montfort Stokes (* 12. März 1762 im Lunenburg County, Colony of Virginia; † 4. November 1842 im Fort Gibson, Indianerterritorium) war ein US-amerikanischer Politiker und 25. Gouverneur von North Carolina.

## Militärischer Aufstieg
Nach der Grundschule trat Montfort Stokes im Alter von dreizehn Jahren in die neu gegründete amerikanische Handelsmarine ein. Während des Amerikanischen Unabhängigkeitskrieges wurde er als amerikanischer Marinesoldat von den Briten ergriffen und sieben Monate auf einem Kriegsschiff interniert. Auch in den folgenden Jahren blieb Stokes dem Militär verbunden. So war er unter anderem Hauptmann (Captain) einer Kavallerie-Einheit und von 1804 bis 1816 Generalmajor in der National Garde von North Carolina. Außerdem nahm er auch am Krieg von 1812 gegen die Briten teil.

## Ziviles Leben
Nach dem Ende des Unabhängigkeitskrieges ließ er sich in Salisbury in North Carolina nieder. Dort war er zunächst Farmer und dann Gerichtsdiener am Oberlandesgericht des Rowan County (Clerk of the Superior Court of Rowan County). In dieser Zeit begegnete er erstmals einem jungen aufstrebenden Anwalt namens Andrew Jackson. Stokes studierte nun selbst Jura. Eine 1804 erfolgte Wahl in den US-Senat lehnte er ab. Von 1805 bis 1838 war er Kurator der University of North Carolina. Seit etwa 1812 war er in Wilkesboro ansässig. Von 1799 bis 1816 war er Verwaltungsangestellter (Clerk) im Senat von North Carolina. Zwischen 1816 und 1823 vertrat er seinen Staat im US-Senat in Washington, D.C. Im Jahr 1826 war er Abgeordneter im Parlament von North Carolina und von 1829 bis 1830 war er im Senat dieses Landes.

## Gouverneur von North Carolina
Im Jahr 1830 wurde er vom Abgeordnetenhaus nach langer Diskussion und erst im neunten Wahlgang zum Gouverneur seines Landes gewählt. Einer seiner Gegner war Richard Spaight junior, der auch im folgenden Jahr gegen Stokes antrat und wieder knapp unterlag. In seiner knapp zweijährigen Amtszeit als Gouverneur setzte er sich für den Ausbau des Kanalsystems entlang der Küste des Landes ein, um das Transportwesen zu verbessern. Als loyaler Anhänger von Präsident Andrew Jackson stärkte er diesem demonstrativ, während der Nullifikationskrise mit South Carolina, den Rücken. Der Präsident bedankte sich bei ihm, indem er ihn in die Indianerkommission berief, die die Durchführung des Indian Removal Act überwachte. Aus diesem Grund trat Stokes am 19. November 1832 knapp einen Monat vor Ablauf seiner Amtszeit als Gouverneur zurück.

## Weitere Karriere
Seine neue Aufgabe führte Stokes nach Fort Gibson, das damals zum Arkansas-Territorium gehörte und heute in Oklahoma liegt. Hier kümmerte sich Stokes um die Ansiedlung, der aus dem Osten vertriebenen Indianerstämme. Dort starb er auch im Jahr 1842. Montfort Stokes war zweimal verheiratet und hatte insgesamt elf Kinder.